# Вја дељи Учелети (Витербо)
Вја дељи Учелети је насеље у Италији у округу Витербо, региону Лацио.
Према процени из 2011. у насељу је живело 67 становника. Насеље се налази на надморској висини од 329 м.